# Leichtathletik-Europameisterschaften 2002/800 m der Männer

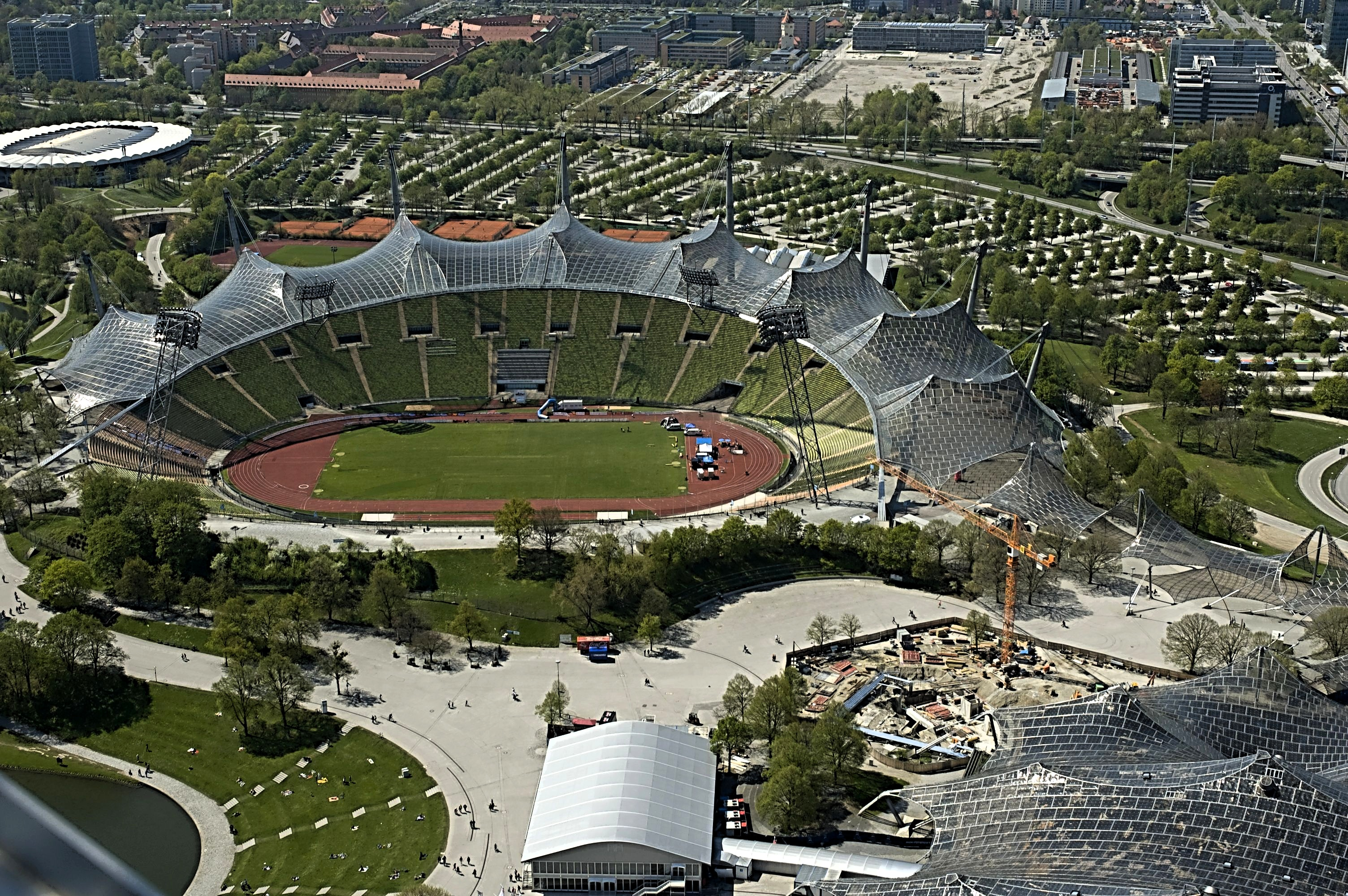
Das Olympiastadion in München von oben im Jahr 2009

Der 800-Meter-Lauf der Männer bei den Leichtathletik-Europameisterschaften 2002 wurde vom 9. bis 11. August 2002 im Münchener Olympiastadion ausgetragen.
Europameister wurde der dreifache Weltmeister (1995/1997/1999), Olympiazweite von 2000 und Weltrekordinhaber Wilson Kipketer aus Dänemark. Auf den zweiten Platz kam der amtierende Weltmeister André Bucher aus der Schweiz. Bronze ging an den deutschen Olympiasieger von 2000 und Titelverteidiger Nils Schumann.

## Bestehende Rekorde
| Weltrekord           | 1:41,11 min | Wilson Kipketer | Köln, Deutschland         | 24. August 1997 |
| Europarekord         | 1:41,11 min | Wilson Kipketer | Köln, Deutschland         | 24. August 1997 |
| Meisterschaftsrekord | 1:43,84 min | Olaf Beyer      | EM Prag, Tschechoslowakei | 31. August 1978 |

Alle Rennen hier in München waren bei gemäßigtem Tempo auf ein Spurtfinale ausgerichtet. So blieb auch bei diesen Europameisterschaften der bereits seit 1978 bestehende EM-Rekord unangetastet. Die schnellste Zeit erzielte der dänische Europameister Wilson Kipketer im zweiten Halbfinale mit 1:46,56 min, womit er 2,72 s über dem Rekord blieb. Zu seinem eigenen Welt- und Europarekord fehlten ihm 5,45 s.

## Legende
| DNF | Wettkampf nicht beendet (did not finish) |

## Vorrunde
9. August 2002
Die Vorrunde wurde in vier Läufen durchgeführt. Die ersten drei Athleten pro Lauf – hellblau unterlegt – sowie die darüber hinaus vier zeitschnellsten Läufer – hellgrün unterlegt – qualifizierten sich für das Halbfinale.

### Vorlauf 1
| Platz | Name                   | Nation        | Zeit (min) |
| ----- | ---------------------- | ------------- | ---------- |
| 1     | Antonio Manuel Reina   | Spanien       | 1:47,52    |
| 2     | Stefan Beumer          | Niederlande   | 1:47,66    |
| 3     | Nicolas Aïssat         | Frankreich    | 1:48,07    |
| 4     | Christian Neunhäuserer | Italien       | 1:48,25    |
| 5     | Tom Omey               | Belgien       | 1:48,27    |
| 6     | Alibey Sükürov         | Aserbaidschan | 1:49,27    |
| 7     | Fernando Almeida       | Portugal      | 1:50,81    |
| 8     | Dominic Carroll        | Gibraltar     | 1:58,22    |

### Vorlauf 2
| Platz | Name                 | Nation     | Zeit (min) |
| ----- | -------------------- | ---------- | ---------- |
| 1     | Antonio Manuel Reina | Spanien    | 1:47,52    |
| 2     | Paweł Czapiewski     | Polen      | 1:47,53    |
| 3     | Joeri Jansen         | Belgien    | 1:47,71    |
| 4     | Miguel Quesada       | Spanien    | 1:47,85    |
| 5     | Ramil Aritkulow      | Russland   | 1:48,15    |
| 6     | Vanco Stojanov       | Mazedonien | 1:48,31    |
| 7     | Franck Barré         | Frankreich | 1:48,68    |

### Vorlauf 3
| Platz | Name             | Nation         | Zeit (min) |
| ----- | ---------------- | -------------- | ---------- |
| 1     | René Herms       | Deutschland    | 1:47,07    |
| 2     | Wilson Kipketer  | Dänemark       | 1:47,29    |
| 3     | André Bucher     | Schweiz        | 1:47,48    |
| 4     | James McIlroy    | Großbritannien | 1:47,67    |
| 5     | Grzegorz Krzosek | Polen          | 1:47,98    |
| 6     | Dmitri Bogdanow  | Russland       | 1:48,15    |
| DNF   | Khaled Azerkan   | Schweden       |            |

### Vorlauf 4

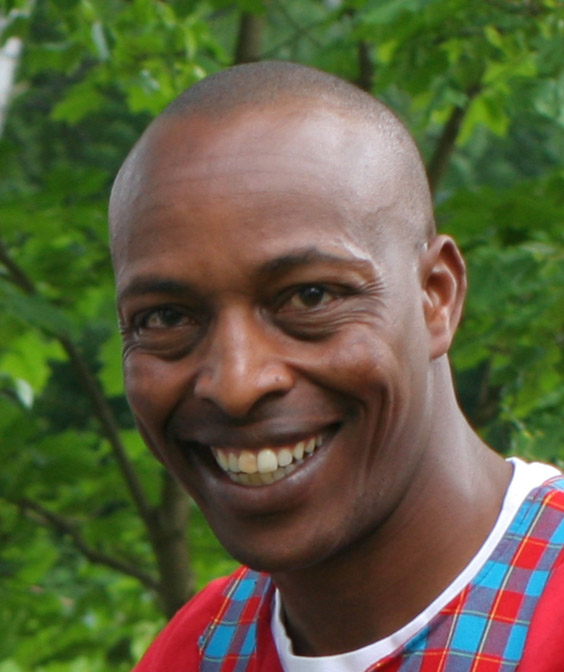
Als Sechster seines Vorlaufs schied Wilson Kirwa aus

| Platz | Name                  | Nation         | Zeit (min) |
| ----- | --------------------- | -------------- | ---------- |
| 1     | Nils Schumann         | Deutschland    | 1:46,90    |
| 2     | Arnoud Okken          | Niederlande    | 1:47,22    |
| 3     | Rizak Dirshe          | Schweden       | 1:47,36    |
| 4     | Florent Lacasse       | Frankreich     | 1:47,74    |
| 5     | Panayiótis Stroubákos | Griechenland   | 1:48,00    |
| 6     | Wilson Kirwa          | Schweden       | 1:48,23    |
| 7     | Anthony Whiteman      | Großbritannien | 1:50,60    |

## Halbfinale
10. August 2002
In den beiden Halbfinalläufen qualifizierten sich die jeweils ersten drei Athleten – hellblau unterlegt – sowie die darüber hinaus zwei zeitschnellsten Läufer – hellgrün unterlegt – für das Finale.

### Lauf 1

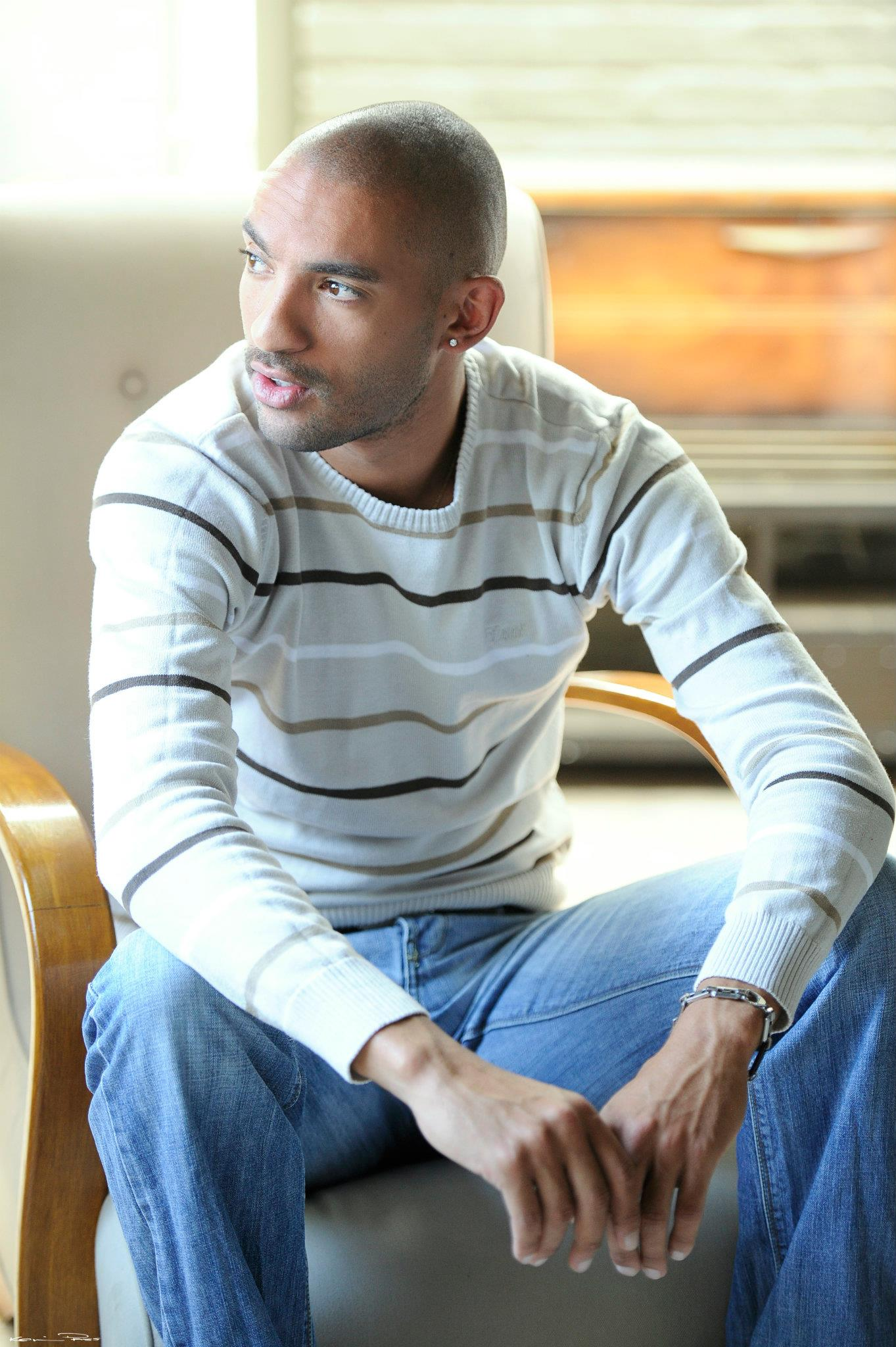
Florent Lacasse beendete sein Halbfinalrennen als Achter und schied damit aus

| Platz | Name             | Nation         | Zeit (min) |
| ----- | ---------------- | -------------- | ---------- |
| 1     | Nils Schumann    | Deutschland    | 1:48,01    |
| 2     | Arnoud Okken     | Niederlande    | 1:48,22    |
| 3     | Paweł Czapiewski | Polen          | 1:48,37    |
| 4     | Joeri Jansen     | Belgien        | 1:48,62    |
| 5     | James McIlroy    | Großbritannien | 1:49,15    |
| 6     | Stefan Beumer    | Niederlande    | 1:49,60    |
| 7     | Miguel Quesada   | Spanien        | 1:49,83    |
| 8     | Florent Lacasse  | Frankreich     | 1:50,41    |

### Lauf 2
| Platz | Name                 | Nation      | Zeit (min) |
| ----- | -------------------- | ----------- | ---------- |
| 1     | Wilson Kipketer      | Dänemark    | 1:46,56    |
| 2     | René Herms           | Deutschland | 1:46,77    |
| 3     | Nicolas Aïssat       | Frankreich  | 1:46,89    |
| 4     | André Bucher         | Schweiz     | 1:47,08    |
| 5     | Bram Som             | Niederlande | 1:47,20    |
| 6     | Rizak Dirshe         | Schweden    | 1:47,38    |
| 7     | Antonio Manuel Reina | Spanien     | 1:47,41    |
| 8     | Grzegorz Krzosek     | Polen       | 1:47,82    |

## Finale

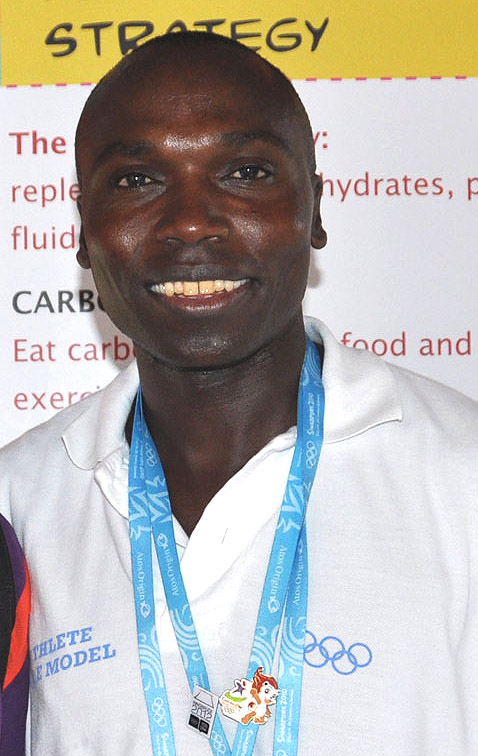
Wilson Kipketer – nach drei WM-Siegen nun auch Europameister

11. August 2002
| Platz | Name             | Nation      | Zeit (min) |
| ----- | ---------------- | ----------- | ---------- |
| 1     | Wilson Kipketer  | Dänemark    | 1:47,25    |
| 2     | André Bucher     | Schweiz     | 1:47,43    |
| 3     | Nils Schumann    | Deutschland | 1:47,60    |
| 4     | Paweł Czapiewski | Polen       | 1:47,92    |
| 5     | Arnoud Okken     | Niederlande | 1:48,39    |
| 6     | Bram Som         | Niederlande | 1:48,56    |
| 7     | René Herms       | Deutschland | 1:48,86    |
| 8     | Nicolas Aïssat   | Frankreich  | 1:49,16    |

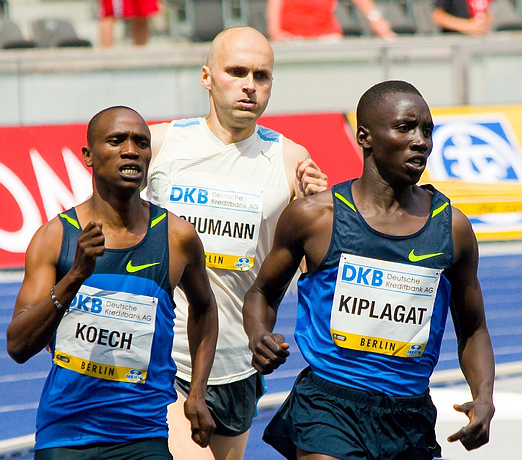
Der Olympiasieger von 2000 und Titelverteidiger Nils Schumann (Mitte) gewann diesmal Bronze
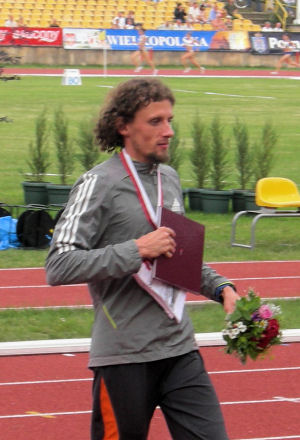
Paweł Czapiewski kam auf den vierten Platz
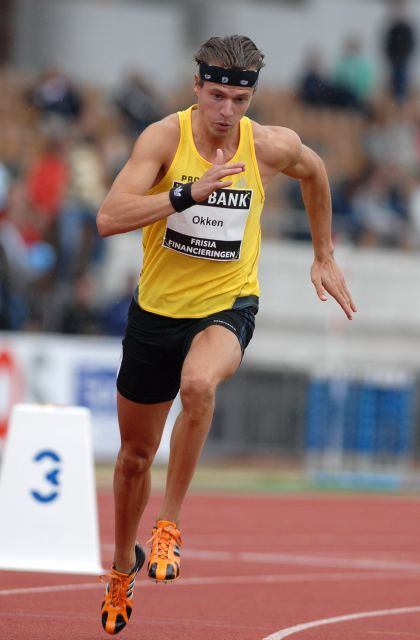
Arnoud Okken belegte Rang fünf

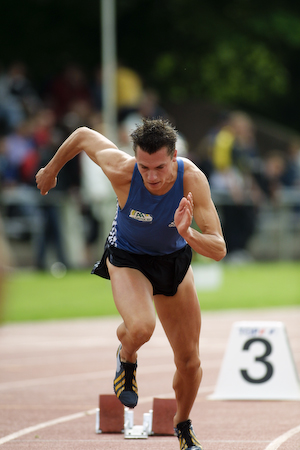
Bram Som wurde Sechster in diesem Finale
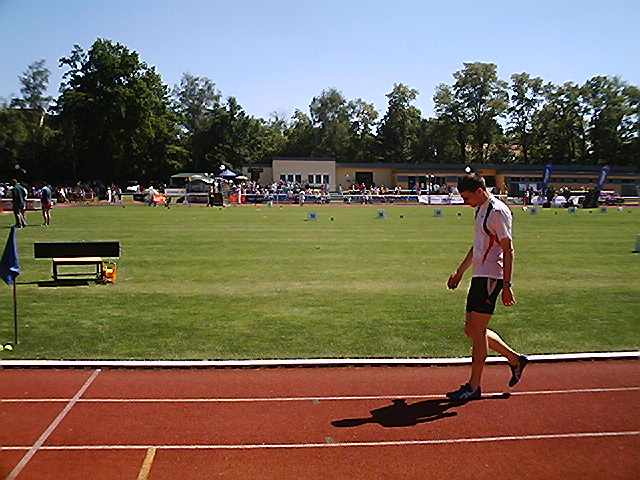
René Herms erreichte Platz sieben

## Videolink
- 800m finale Munich 2002, youtube.com, abgerufen am 19. Januar 2023